# Richard Jewell
Richard Jewell is een Amerikaanse biografische dramafilm uit 2019 onder regie van Clint Eastwood. De film is gebaseerd op het leven van Richard Jewell, een bewakingsagent die in 1996 door Amerikaanse media ten onrechte beschuldigd werd van het plegen van een bomaanslag. De hoofdrollen worden vertolkt door Paul Walter Hauser, Sam Rockwell, Olivia Wilde, Jon Hamm en Kathy Bates.

## Verhaal
In 1996 vindt bewakingsagent Richard Jewell op de Olympische Spelen in Atlanta een bom in een rugzak. Hij waarschuwt de ordediensten en voorkomt zo dat de bom veel dodelijke slachtoffers kan maken. Jewell wordt aanvankelijk als een held gezien, maar wanneer een journalist vragen begint te stellen bij zijn achtergrond wordt hij door de Amerikaanse media plots bestempeld als een lone wolf en mogelijke dader. De onschuldige bewakingsagent verandert zo in de meest gehate man van het land.

## Rolverdeling
| Acteur             | Personage          |
| ------------------ | ------------------ |
| Paul Walter Hauser | Richard Jewell     |
| Sam Rockwell       | Watson Bryant      |
| Kathy Bates        | Bobi Jewell        |
| Jon Hamm           | Tom Shaw           |
| Olivia Wilde       | Kathy Scruggs      |
| Ian Gomez          | Agent Dan Bennet   |
| Dylan Kussman      | Bruce Hughes       |
| Nina Arianda       | Nadya              |
| Wayne Duvall       | Polygraph Examiner |
| Mike Pniewski      | Brandon Hamm       |
| Charles Green      | Dr. W. Ray Cleere  |

## Productie

### Ontwikkeling
Richard Jewell werd in 1996 door Amerikaanse media ten onrechte beschuldigd van het plegen van een bomaanslag. In de daaropvolgende jaren sleepte hij verschillende mediabedrijven voor de rechter wegens laster. In februari 1997, zeven maanden na de bomaanslag in Atlanta (Georgia), schreef journaliste Marie Brenner onder de titel The Ballad of Richard Jewell een artikel over de gebeurtenissen. 
In februari 2014 raakte bekend dat acteurs Leonardo DiCaprio en Jonah Hill, die toen net samengewerkt hadden aan The Wolf of Wall Street (2013), het artikel wilden verfilmen in samenwerking met 20th Century Fox en producent Kevin Misher, die het artikel ontdekt had. In maart 2014 werd Billy Ray in dienst genomen om het script te schrijven. Het project was aanvankelijk bekend onder de titels American Nightmare en The Ballad Of Richard Jewell.
In september 2014 werd bericht dat Paul Greengrass het project zou regisseren, maar de Brit haakte af om aan Jason Bourne (2016) te kunnen meewerken. Nadien toonde ook regisseur David O. Russell interesse in het project. In maart 2015 werd Clint Eastwood voor het eerst aan het project gelinkt, maar een maand later onthulde de regisseur zelf dat hij de film niet zou regisseren. Een anderhalf jaar later, in november 2016, werd ook documentairemaker Ezra Edelman als regisseur overwogen. Nadien werd het lange tijd stil rond het filmproject. 
In april 2019 raakte bekend dat Eastwood de film dan toch zou regisseren. Desondanks was het onduidelijk of 20th Century Fox, dat inmiddels door Disney was overgenomen, de film nog steeds zou producen. In mei 2019 verhuisde het project naar Warner Brothers, de studio voor wie Eastwood ook zijn negen vorige films had geregisseerd.

### Casting
Het project werd oorspronkelijk ontwikkeld door acteurs Jonah Hill en Leonardo DiCaprio. De twee acteurs waren van plan om respectievelijk Richard Jewell en diens advocaat te vertolken. Het project sleepte enkele jaren aan waardoor beide acteurs uiteindelijk afhaakten. Beiden bleven wel nog als producent bij het project betrokken.
Begin juni 2019 werd Sam Rockwell gecast als de advocaat. Enkele dagen later kreeg komiek Paul Walter Hauser de rol van Richard Jewell. Nadien werden ook Kathy Bates, Jon Hamm en Olivia Wilde aan het project toegevoegd.

### Opnames
De opnames gingen eind juni 2019 van start in Atlanta (Georgia) en eindigden in augustus 2019. Er werd onder meer gefilmd in het Centennial Olympic Park in Atlanta, waar de bomaanslag in 1996 werd gepleegd. Begin augustus vonden er nachtopnames plaats in het park en werd de bomaanslag nagespeeld.

## Release
De film ging op 20 november 2019 in première op AFI Fest, het filmfestival van de American Film Institute. De Amerikaanse release is gepland voor 13 december 2019.

## Prijzen en nominaties
| Jaar | Prijs                    | Categorie                 | Genomineerde(n)           | Uitslag  |
| ---- | ------------------------ | ------------------------- | ------------------------- | -------- |
| 2019 | National Board of Review | Top 10 films van het jaar | Top 10 films van het jaar | Gewonnen |
| 2019 | National Board of Review | Beste vrouwelijke bijrol  | Kathy Bates               | Gewonnen |
| 2019 | National Board of Review | Beste doorbraak           | Paul Walter Hauser        | Gewonnen |

## Trivia
- De film is gebaseerd op een Vanity Fair-artikel van Marie Brenner. De journaliste schreef in 1996 ook het artikel The Man Who Knew Too Much, dat nadien verfilmd werd als The Insider (1999).